# Кравченко, Владимир Васильевич (историк)
Влади́мир Васи́льевич Кра́вченко (род. 11 июля 1957, Каменец-Подольский, Хмельницкая область) — советский и украинский историк и историограф, доктор исторических наук, профессор, заведующий кафедрой украиноведения философского факультета Харьковского национального университета.

## Биография
Владимир Кравченко в 1980 году окончил исторический факультет Харьковского государственного университета. В 1980—1981 годах работал учителем Дергачевской средней школы № 1, а в течение 1981—1984 годов учился в аспирантуре исторического факультета Харьковского университета.
В 1986 году защитил кандидатскую диссертацию «Д. И. Багалей и его вклад в изучение отечественной истории». В течение 1984—1992 годов работал преподавателем, старшим преподавателем и доцентом на историческом факультете Харьковского государственного университета. В 1992—1994 годах занимал должность заведующего общеуниверситетской кафедры украиноведения, а в последующие два года работал на научной работе в университете. В 1996—1999 годах занимал должность профессора кафедры истории Украины исторического факультета Харьковского университета.
В 1997 году он успешно защитил докторскую диссертацию на тему «Украинская историография эпохи национального Возрождения (вторая пол. XVIII — середина XIX в.)». С 1999 года, после восстановления общеуниверситетской (с 2002 г. в составе философского факультета) кафедры украиноведения, Владимир Кравченко является заведующим этой кафедры.
Преподавал на летних школах Гарвардского и Варшавского университетов и в Европейском университете в Санкт-Петербурге, а также в Национальном университете «Киево-Могилянская академия». Проходил стажировку в Гарвардском, Альбертском, Хельсинкском университетах. Участвовал в многочисленных научных проектах и конференциях в Италии, Канаде, Литве, Южной Корее, Польше, России, США, Венгрии, Финляндии, Японии и других странах.
Владимир Кравченко является автором более 150 научных публикаций, в том числе 5 монографий. Под его руководством защитились 10 кандидатов и 2 доктора наук.

## Общественная работа
С 2000 года возглавляет научную общественную организацию «Восточный институт украиноведения имени Ковальских», аффилированную с Канадским институтом украинских исследований.
С 2008 года — Президент научной общественной организации «Международная ассоциация гуманитариев», объединяющей более 80 докторов наук Украины, Белоруссии, Польши, России, США и Эстонии. Владимир Кравченко является членом Ученого совета при Институте украинской археографии и источниковедения имени М. С. Грушевского НАНУ, а также главным редактором («Вісник ХНУ імені В. Н. Каразіна. Сер. Історія України. Українознавство: історичні та філософські науки», «Схід-Захід: історико-культурологічний збірник») и членом редакционных комиссий ряда научных изданий («Україна модерна», «Український гуманітарний огляд», «Наукові записки Києво-Могилянської академії», «Harvard Ukrainian Studies»).

## Научные труды
- Д. И. Багалей и его вклад в изучение отечественной истории. — Х., 1990.
- «Поема вольного народу» («Історія Русів» та її місце в українській історіографії).— X., 1996.
- Нариси з української історіографії епохи національного Відродження (друга половина XVIII — середина XIX ст.). — X., 1996.
- Харьков/Харків: столица Пограничья. — Вильнюс, 2010.
- Україна, імперія, Росія (вибрані статті з історії та історіографії). — К., 2011.
- Вибрані праці Д. І. Багалія: В 6 т. — Х., 1999—2008 (главный редактор и составитель).
- Харківський університет у першій половині XIX століття // Харківський національний університет імені В. Н. Каразіна за 200 років.— X., 2004. — С. 6—124.